# Feskiyet El Fendri
Feskiyet El Fendri (arabe : فسقية الفندري) ou Feskiyet Borj El Ksar (فسقية برج القصر) est l'un des bassins les plus anciens de la médina de Sfax. Il est considéré aussi comme le plus grand d'entre eux.

## Localisation
Le bassin est situé près de Borj El Ksar.

## Histoire
La date de la construction de Feskiyet El Fendri remonte au IXe siècle, époque de la construction des remparts de la médina et de sa grande mosquée, à l'époque des deux émirs aghlabides Aboul Abbas Ier et Aboul Ibrahim.
Il est découvert par coïncidence par les agents de l'Institut national du patrimoine en 1995, sous des installations de la Société nationale de transport interurbain à Sfax. Selon les études des chercheurs, il s'agit de l'installation hydraulique la plus ancienne de Sfax. Son rôle principal était de fournir de l'eau potable à la population de la médina.
Au XIIe ou au XIIIe siècle, il perd son rôle à la suite de la construction des citernes de Nasiriyah, devenues la première source d'eau de Sfax.
Le monument tire son nom de la famille sfaxienne El Fendri. Il est appelé Aïn El Fendri (عين الفندري) en 1881 puis Khazzen El Fendri (خزان الفندري) en 1929.

## Architecture
Feskiyet El Fendri est constitué de deux bassins, l'un de huit mètres de diamètre et l'autre de 33 mètres de diamètre. Du côté gauche du grand bassin se trouve un réservoir muni de plusieurs dômes mesurant dix mètres de longueur, 2,5 mètres de largeur et trois mètres de profondeur.